# A Relic of Old Japan
A Relic of Old Japan er en amerikansk stumfilm fra 1914 af Reginald Barker og Thomas H. Ince.

## Medvirkende
- Tsuru Aoki som Katuma.
- Sessue Hayakawa som Koto.
- Gladys Brockwell som Annette Walsh.
- Frank Borzage som Jim Wendell.
- Mr. Yoshida som Baron Yoshoto.